# Campionatul Mondial de Cros din 2001
A 29-a ediție a Campionatului Mondial de Cros s-a desfășurat în perioada 18-19 martie 2001 la Oostende, Belgia. Au participat 790 de sportivi din 67 de țări.

## Rezultate

### Masculin

#### Distanță lungă
| Loc | Sportiv          | Timp  |
| --- | ---------------- | ----- |
| 1   | Mohammed Mourhit | 39:53 |
| 2   | Sergiy Lebid     | 40:03 |
| 3   | Charles Kamathi  | 40:05 |
| 4   | Paulo Guerra     | 40:06 |
| 5   | Paul Kosgei      | 40:09 |
| 6   | Driss El Himer   | 40:13 |
| 7   | Patrick Ivuti    | 40:16 |
| 8   | Hélder Ornelas   | 40:33 |
| 9   | Alejandro Gómez  | 40:37 |
| 10  | Róbert Štefko    | 40:41 |

| Loc | Țară | Puncte                   |
| --- | --- | ------------------------ |
|     | Kenya Charles Kamathi Paul Kosgei Patrick Ivuti Enock Mitei John Cheruiyot Korir Richard Limo                | 33 3 5 7 18 (28) (32)    |
|     | Franța Driss El Himer Mustafa El Ahmadi Lyes Ramoul Mikaël Thomas Mohamed Serbouti Larbi Zéroual             | 72 6 11 26 29 (72) (88)  |
|     | Statele Unite ale Americii Bob Kennedy Meb Keflezighi Abdi Abdirahman Nick Rogers Greg Jimmerson Matt Downin | 87 12 13 15 47 (52) (80) |

#### Distanță scurtă
| Loc | Sportiv          | Timp  |
| --- | ---------------- | ----- |
| 1   | Enock Koech      | 12:40 |
| 2   | Kenenisa Bekele  | 12:42 |
| 3   | Benjamin Limo    | 12:43 |
| 4   | Sammy Kipketer   | 12:44 |
| 5   | Cyrus Kataron    | 12:45 |
| 6   | Albert Chepkurui | 12:46 |
| 7   | John Kibowen     | 12:49 |
| 8   | Craig Mottram    | 12:49 |
| 9   | Brahim Boulami   | 13:00 |
| 10  | Haylu Mekonnen   | 13:03 |

| Loc | Țară                                                                                            | Puncte                  |
| --- | ----------------------------------------------------------------------------------------------- | ----------------------- |
|     | Kenya Enock Koech Benjamin Limo Sammy Kipketer Cyrus Kataron Albert Chepkurui John Kibowen      | 13 1 3 4 5 (6) (7)      |
|     | Maroc Brahim Boulami Adil Kaouch Saïd El Wardi Mohamed Amyn Youssef Baba Brahim Jabbour         | 48 9 11 12 16 (22) (89) |
|     | Etiopia Kenenisa Bekele Haylu Mekonnen Dagne Alemu Alemayehu Girma Beruk Debrework Mesfin Hailu | 51 2 10 13 26 (30) (81) |

### Feminin

#### Distanță lungă
| Loc | Sportivă          | Timp  |
| --- | ----------------- | ----- |
| 1   | Paula Radcliffe   | 27:49 |
| 2   | Gete Wami         | 27:52 |
| 3   | Lydia Cheromei    | 28:07 |
| 4   | Susan Chepkemei   | 28:13 |
| 5   | Pamela Chepchumba | 28:20 |
| 6   | Leah Malot        | 28:36 |
| 7   | Yamna Belkacem    | 28:40 |
| 8   | Merima Denboba    | 28:52 |
| 9   | Olivera Jevtić    | 29:03 |
| 10  | Anja Smolders     | 29:17 |

| Loc | Țară                                                                                                 | Puncte                  |
| --- | --- | ----------------------- |
|     | Kenya Lydia Cheromei Susan Chepkemei Pamela Chepchumba Leah Malot Hellen Kimaiyo Sally Barsosio      | 18 3 4 5 6 (14) (18)    |
|     | Etiopia Gete Wami Merima Denboba Eyerusalem Kuma Leila Aman Merima Hashim Atalelech Ketema           | 70 2 8 23 37 (41) (46)  |
|     | Franța Yamna Belkacem Rakiya Maraoui Rodica Moroianu Zahia Dahmani Fatima Yvelain Chantal Dällenbach | 77 7 11 24 35 (43) (73) |

#### Distanță scurtă
| Loc   | Sportivă          | Timp  |
| ----- | ----------------- | ----- |
| 1     | Gete Wami         | 14:46 |
| 2     | Paula Radcliffe   | 14:47 |
| 3     | Edith Masai       | 14:57 |
| 4     | Merima Denboba    | 15:04 |
| 5     | Worknesh Kidane   | 15:06 |
| 6     | Benita Willis     | 15:06 |
| 7     | Carla Sacramento  | 15:07 |
| 8     | Rose Cheruiyot    | 15:07 |
| 9     | Asmae Leghzaoui   | 15:08 |
| 10    | Margaret Ngotho   | 15:20 |
| [...] |                   |       |
| 13    | Elena Fidatov     | 15:25 |
| 15    | Iulia Olteanu     | 15:32 |
| 23    | Cristina Grosu    | 15:42 |
| 27    | Mihaela Botezan   | 15:50 |
| 33    | Constantina Diță  | 15:58 |
| 37    | Cristina Casandra | 16:04 |

| Loc | Țară | Puncte                   |
| --- | --- | ------------------------ |
|     | Etiopia Gete Wami Merima Denboba Worknesh Kidane Genet Gebregiorgis Ayelech Worku Hareg Sidelil                   | 26 1 4 5 16 (18) (61)    |
|     | Kenya Edith Masai Rose Cheruiyot Margaret Ngotho Naomi Mugo Salome Chepchumba Pamela Anisumuk                     | 32 3 8 10 11 (34) (44)   |
|     | România · Elena Fidatov · Iulia Olteanu · Cristina Grosu · Mihaela Botezan · Constantina Diță · Cristina Casandra | 78 13 15 23 27 (33) (37) |

### Juniori
| Loc   | Sportiv           | Timp  |
| ----- | ----------------- | ----- |
| 1     | Kenenisa Bekele   | 25:04 |
| 2     | Duncan Lebo       | 25:37 |
| 3     | Dathan Ritzenhein | 25:46 |
| 4     | Nicholas Kemboi   | 25:52 |
| 5     | Matt Tegenkamp    | 25:55 |
| 6     | Robert Kipchumba  | 26:00 |
| 7     | Alemayehu Tedla   | 26:02 |
| 8     | Maregu Zewdie     | 26:14 |
| 9     | Beruk Debrework   | 26:15 |
| 10    | Paul Wakou        | 26:17 |
| [...] |                   |       |
| 35    | Mircea Bogdan     | 27:30 |

| Loc | Țară                                                                                             | Puncte                |
| --- | ------------------------------------------------------------------------------------------------ | --------------------- |
|     | Kenya Duncan Lebo Nicholas Kemboi Robert Kipchumba Edwin Koech Wilson Chelal Kiplimo Muneria     | 24 2 4 6 12 (13) (21) |
|     | Etiopia Kenenisa Bekele Alemayehu Tedla Maregu Zewdie Beruk Debrework Tibebu Yenew Fekadu Gemeda | 25 1 7 8 9 (20) (33)  |
|     | Uganda Paul Wakou Johnny Okello Francis Musani Moses Mpanga Francis Yiga                         | 86 10 16 19 23 (25)   |

### Junioare
| Loc | Sportiv            | Timp  |
| --- | ------------------ | ----- |
| 1   | Viola Kibiwott     | 22:05 |
| 2   | Abebech Nigussie   | 22:05 |
| 3   | Aster Bacha        | 22:05 |
| 4   | Vivian Cheruiyot   | 22:06 |
| 5   | Tirunesh Dibaba    | 22:08 |
| 6   | Tereza Yohanes     | 22:10 |
| 7   | Fridah Domongole   | 22:12 |
| 8   | Sally Kipyego      | 22:22 |
| 9   | Peninah Chepchumba | 22:24 |
| 10  | Mestawat Tufa      | 22:24 |

| Loc | Țară                                                                                                   | Puncte                   |
| --- | --- | ------------------------ |
|     | Etiopia Abebech Nigussie Aster Bacha Tirunesh Dibaba Tereza Yohanes Mestawat Tufa                      | 16 2 3 5 6 (10)          |
|     | Kenya Viola Kibiwott Vivian Cheruiyot Fridah Domongole Sally Kipyego Peninah Chepchumba Alice Timbilil | 20 1 4 7 8 (9) (16)      |
|     | Japonia Naoko Sakata Tomomi Tagao Emi Ikeda Mika Matsumoto Mikayo Udo Hiromi Koga                      | 59 11 13 17 18 (25) (35) |

## Clasament pe medalii
| Loc   | Țară                       | Aur | Argint | Bronz | Total |
| ----- | -------------------------- | --- | ------ | ----- | ----- |
| 1     | Kenya                      | 6   | 3      | 4     | 13    |
| 2     | Etiopia                    | 4   | 5      | 2     | 11    |
| 3     | Regatul Unit               | 1   | 1      | 0     | 2     |
| 4     | Belgia                     | 1   | 0      | 0     | 1     |
| 5     | Franța                     | 0   | 1      | 1     | 2     |
| 6     | Maroc                      | 0   | 1      | 0     | 1     |
| 6     | Ucraina                    | 0   | 1      | 0     | 1     |
| 8     | Statele Unite ale Americii | 0   | 0      | 2     | 2     |
| 9     | Japonia                    | 0   | 0      | 1     | 1     |
| 9     | România                    | 0   | 0      | 1     | 1     |
| 9     | Uganda                     | 0   | 0      | 1     | 1     |
| Total | Total                      | 12  | 12     | 12    | 36    |